# Маријана Вељовић
Маријана Вељовић (Крагујевац, 24. јануар 1987) српски је тениски судија.
Прву судијску школу завршила је 2008. године у Београду у организацији Тениског савеза Србије. Године 2009. завршила је тениску школу другог нивоа и добила „бели беџ“.
Од 2010. године суди и на међународним турнирима а 2011. године завршава „трећи ниво“ и добија „бронзани беџ“ за тениске судије. Године 2013. добија „сребрни беџ“ . 
Сада је власник „златног беџа“ за тениске судије што је велико признање јер га у свету имају само 19 мушкараца и 10 жена. 

## Каријера
Судила је велики број тениских мечева и важне мечеве : Роџеру Федереру, Рафаелу Надалу, Серени Вилијамс и многим другим тенисерима и тенисеркама а и неколико пута репрезентацијама у Дејвис купу и Фед купу.
Суђења у "Гренд слем финалима" и Финале "Дејвис купа" су највећа признања:
- Женско гренд слем финале Аустралија опен 2018.године: Каролина Возњацки – Симона Халеп. [3]
- Женско гренд слем финале Вимблдона 2019. године: Симона Халеп – Серена Вилијамс .[4]
- Женско гренд слем финале УС Опена 2021.године: Ема Радукану - Лејла Фернандез.[5]
- Женско финале Аустралија опен 2022. између Ешли Барти и Данијел Роуз Колинс  2:0 (6:3 , 7:6).[6]
- Финале за мушкарце 2018. године (3:1) Дејвис купа Француска – Хрватска. [2]